# Gentianella crispata
Gentianella crispata là một loài thực vật có hoa trong họ Long đởm. Loài này được (Vis.) Holub mô tả khoa học đầu tiên năm 1967.